# Psilocera vinayaki
Psilocera vinayaki är en stekelart som beskrevs av Sureshan och T.C. Narendran 1995. Psilocera vinayaki ingår i släktet Psilocera och familjen puppglanssteklar. Inga underarter finns listade i Catalogue of Life.